# 丹尼士喝采型

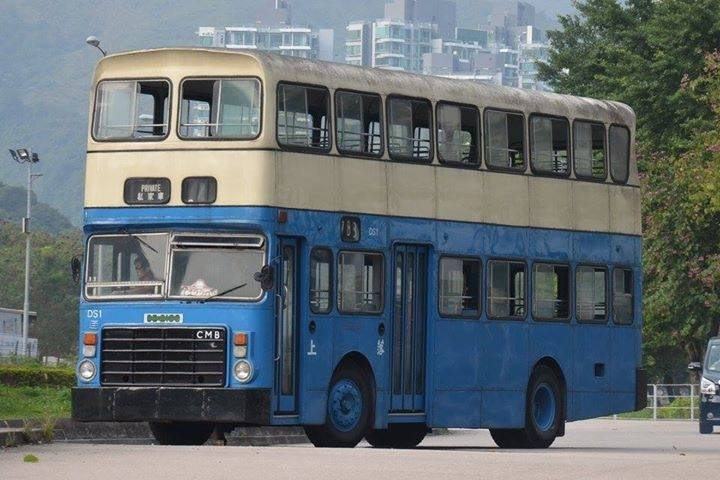
被巴士迷私人保留的香港中華巴士的丹尼士喝采型巴士，裝上亞歷山大車身。

丹尼士喝采巴士（英語：Dennis Jubilant，又稱：丹尼士祖比倫巴士）是英國丹尼士車廠於1977年至1981年生產的前置引擎雙層巴士，此款巴士專為香港市場而設，可應付香港巴士路線常見的斜路。巴士迷將之稱為「鴨車」，以對應設計相似的勝利二型「雞車」。

## 誕生
由1970年代中期開始，中巴及九龍巴士先後大量購入「珍寶型」雙層巴士，除了舒緩當年車源不足外，巴士公司也期望以他們的高載客量及可實行「一人控制」模式，節省聘請車上售票員的成本，期望為公司帶來可觀盈利。然而，這些第一代後置引擎巴士在香港使用一段時間後，巴士公司發現它們未能適應香港的操作環境，尤其是上斜表現強差人意。除了不能適應香港夏季的高溫環境，而且香港很多新發展的區域，有不少要通過大上大落的道路才能夠抵達，所以要新購入的巴士避開這些攀斜路線幾近不可能，於是兩間巴士公司都認定傳統的前置引擎巴士在這方面的表現比較可靠，並積極尋找新的前置引擎巴士應對這種情況。由於當時的法例限制，香港的專利巴士公司只可採購英聯邦地區生產的巴士。但當時香港巴士公司認定較為適應香港環境的前置引擎巴士，因為在英國政府鼓勵巴士公司改用適合「一人控制巴士」而推出購買新巴士的資助的政策，導致在英國本土已沒有市場，大部分都已停產。香港的巴士公司只有尋找二手巴士，及往其他英聯邦國家尋找新的前置引擎巴士。巴士公司希望這些巴士製造商能夠提供一款爬坡性能優異、載客量高及能夠實施一人控制的新巴士，以應付香港人口急劇增長、海底隧道通車及發展新市鎮所帶來的龐大交通需求，並與地鐵及電氣化後的九鐵競爭。
1976年，九龍巴士在南非購入了四輛「佳牌勝利J型」巴士，但其差劣的操控性及超高的地台令九龍巴士覺得有需要尋找更多的車源，結果就接觸了重啟巴士生產業務的英國丹尼士車廠（亞歷山大丹尼士的前身），而丹尼士亦希望打開海外市場，與當時一廠獨大的利蘭車廠競爭。雖然一開始丹尼士也向九龍巴士推薦自己正在研發的統治者型，可是有鑑於珍寶巴士的不愉快經驗，九龍巴士對同樣屬於後置引擎設計的統治者有所保留，於是丹尼士採納了九巴提出的概念，特別為香港的需求設計一款可配合實施一人操作的前置引擎巴士。
九龍巴士要求的新巴士必須以當時已在試用中，但並不太成功的「佳牌勝利J型」巴士的概念，採用前置引擎的設計之餘，巴士亦必須適合作一人控制以減低營運成本。觀乎當年的英國市場，仍然採用前置引擎設計的巴士就只有艾莎富豪B55。丹尼士於是以自家的貨車底盤來開發前置引擎巴士底盤，並參考艾莎富豪B55的設計，把前車軸向後移，位於引擎後方，以騰出空間安置前車門。跟艾莎富豪B55不同，為了滿足香港獨特環境，丹尼士選擇了引擎容積較大的「吉拿」6LXB引擎，此舉使巴士地台比艾莎富豪的為高，以及登車通道較為狹窄，可是卻比對手更能保證可以應付香港的環境，而且相對於佳牌勝利J型使用的傳統6LX引擎所佔用的空間為少，地台亦相對較低。另外，根據研發統治者型巴士的經驗，新巴士亦順理成章地採用了福伊特DIWA 851型全自動波箱；最後在底盤的懸掛系統上，丹尼士只安排了傳統的葉片懸掛裝置。至於巴士型號的英文名字Jubilant，據指是因為該款巴士在1977年開發出原型車，該年是英女皇伊利沙伯二世登基25週年銀禧紀念（英語：Silver Jubilee），車型名因而由Jubilee一詞轉變而成。
受惠於採納了很多同期研發的統治者型的技術，加上丹尼士在研發統治者巴士前，購買了一輛前置引擎的丹拿CVG6巴士並更換引擎及波箱，因此喝采型巴士的研發非常順利，研發過程歷時不到一年。丹尼士在1977年向九龍巴士提供了這四輛前置引擎的巴士底盤（編號N1-N4）供九龍巴士試用。
因為丹尼士車廠只生產底盤，並沒有打造車身的業務，於是這四輛巴士便裝上由英國鋁材公司提供的九龍巴士自家設計車身。話雖如此，這四部巴士仍保有丹尼士汽車的一些特色，比如車頭鬼面罩上的六條長、三條短的金屬條裝飾。上一代的前置引擎巴士，例如丹尼士Loline巴士，駕駛室在前軸的上方，乘客登車門卻在前軸的後方，導致駕駛室和客艙成為各自獨立的區間，不便一人操作。喝采型跟上一代前置引擎巴士相比，最大的改進是把前軸的位置後移，引擎安置在前軸之前，乘客登車用的前車門及駕駛室同樣在前軸的前方，分別位於引擎的兩則，此舉令巴士適合一人控制。九龍巴士在車廂內安排了「3+2」形式排列的座椅，令巴士的載客量比當年的丹拿CVG6巴士「俗稱長牛」還多十餘人，而巴士的地台也比「長牛」為低，乘客登車時不用攀爬太多梯級。動力方面，選用了丹尼士車廠同期開發統治者型時所配用的吉拿6LXB引擎和附有減速器的福伊特DIWA 851型全自動波箱，令喝采型成為九龍巴士首款配備全自動波箱的巴士，其好處是可以提高巴士在上斜、落斜及下雨時的行車穩定性，以及減輕機械負荷，延長器件的壽命，巴士司機也不需為轉波而費神，減輕駕駛巴士時的工作量。另外，巴士安裝了液壓輔助轉向系統，減輕司機轉向的負擔，即使巴士滿載時，司機仍然可以輕易應付路窄彎多的路段。

## 服役期
九龍巴士試用喝采型後感到滿意，便向丹尼士車廠分四批訂購了一共360輛量產型的喝采型巴士，其中首210輛採用「亞歷山大」設計的KB型車身。第一部量產型的喝采巴士（N5），於1979年5月11日獲發出車牌號碼BY6592後，隨即被派往東九龍服務。九巴在1978年訂購的首批巴士中，有一輛（後來的N364）設有空調設備，九龍巴士是當年試驗空調巴士的樣辦車。最後一批共150輛喝采型，則採用「都普金屬部件」的車身。
在九龍巴士第一批喝采巴士陸續投入服務後，中巴亦購買了30輛丹尼士喝采型，全部裝配「亞歷山大」的CB型車身。中巴安排首輛喝采型巴士DS1（車牌號碼CD2198）行走41號線，途經多條長命斜，以測試其攀斜能力。後來中巴的喝采型巴士，全部被分配到港島東區，主要行走途經柴灣道的8號及82號線。除此之外，還有一輛喝采型巴士被運往南非開普敦。
裝配「亞歷山大」車身（N5-N213）的丹尼士喝采巴士，不論外觀和機械配搭，都跟同期的利蘭勝利二型極為相似，甚至有人會混淆「亞歷山大」車身的喝采型就是勝利二型。行內人及巴士迷因此稱呼「亞歷山大」車身的喝采型為「鴨車」，以區分同配相同車身的利蘭勝利二型。不過，喝采型巴士的儀器編排及手掣位置，都跟勝利二型有所不同，還有就是一字型軚盤柱對比勝利二型的Y字型軚盤柱，駕駛室離地距亦比勝利二型為低。另外，勝利二型的尾軸採用行星齒輪，跟喝采型也有所分別。至於裝配「都普金屬部件」車身（N214-N363）的喝采型巴士，外貌四四方方，長度及闊度亦遜於採用「亞歷山大」車身的喝采型巴士，載客量也少了4人（「亞歷山大」車身的喝采型載客量有118人）。這些「都普金屬部件」車身的喝采型，常被車長稱為「黑金剛」，因為車上的大型進氣欄栅（俗稱「車咀」或「鬼面罩」）被塗上黑色，及車箱內的扶手都被塗上黑色而得名。到了1992－1995年，這些「都普金屬部件」車身的喝采型巴士被九巴重新編排座椅，載客量減至104人。
喝采型巴士與同時期英國生產的雙層巴士相比，其最大特點是前置引擎設計，能夠提供當時英國後置引擎巴士所欠缺的上斜能力，但喝采型與主要競爭對手利蘭車廠的勝利二型相比，除了駕駛室較為狹窄，懸掛系統也頗差勁，在不平坦路面行駛時車廂的震動較為明顯，乘坐舒適性較差，所以中巴只購買了30輛（編號DS1-30），九龍巴士的採購量較大，但九巴沒有將喝采型分配到新界區或來往新界及九龍市區的長途路線，基本上集中在東九龍的中短途路線行走。雖然喝采型巴士的懸掛系統避震效果欠佳，但在巴士過彎時，車身向左右擺動的幅度不像勝利二型般明顯，勝利二型在20多年的服役期間發生十多宗翻車事故，喝采型則沒有在交通意外中發生翻車。

## 空調版本
香港政府於1970年代中期落實興建地下鐵路，九鐵亦計劃把火車電氣化，以提供更快捷、可靠和舒適的服務。九龍巴士面對上述的挑戰，必須提升服務質素以迎接競爭。因為地鐵和電氣化後的九鐵都會在車廂提供空調，於是九龍巴士也計劃讓巴士空調化，以便提供舒適的服務與鐵路競爭。
九龍巴士認為當時英國生產的後置引擎巴士還未臻成熟，不適合發展更複雜的空調巴士；相反前置引擎巴士設計簡單，車尾可提供足夠空間安裝額外的設備。因此九龍巴士便不作他選，以喝采型及勝利二型作為開發空調巴士的藍本。九龍巴士在訂購首批喝采型及勝利二型時，便在兩份訂單中各挑選了其中一輛，用於研發空調巴士。車牌號碼CF4180的喝采型冷氣巴士，於蘇格蘭的「亞歷山大」車身廠房組裝車身並安裝空調設備，於1980年初運抵香港，成為全港第一輛雙層空調巴士。巴士的動力組合跟普通版的喝采沒有兩樣，但底盤經過改良以便安裝空調設備。空調設備由Thermo King提供，被安裝於巴士車尾的底部，由獨立的引擎驅動，所以空調版的喝采巴士，在底盤的前、後各裝有一台引擎，其中車尾的引擎用於供電給空調系統。由於空調版喝采型的底盤尾部增加了空調設備，所以下層車廂後段的地台須要逐漸升高，車廂的最後兩排車窗，其深度也明顯比普通版喝采型淺。這兩排車窗的下方，則設有供空調系統散熱的網狀通風欄柵和供維修用的可揭式門板。巴士車廂以「2+2」形式安裝高背座椅，加上巴士已安裝了空調機及額外的引擎，基於重量限制，已不能加設企位，所以全車只能容納75名乘客。
這輛全球獨一的喝采型空調巴士於1980年6月11日進行車輛登記後，隨即被派往行走美孚新邨至尖沙咀之間的206號線。雖然這輛雙層空調巴士普遍受乘客歡迎，可是九龍巴士試用後感到巴士同時運轉兩台引擎的耗油量太高，燃料消耗量比普通巴士多百分之75；空調機的運作又不可靠，經常發生故障；車廂又不設企位，不符合經濟效益。九龍巴士在1983年終止喝采型空調巴士的測試，將巴士上的空調機和空調專用引擎拆除，改裝為普通版的喝采型巴士，其車隊編號為N364。

## 引退
在中巴車隊內，首輛退役的喝采型是DS14（車牌：CE1170），於1993年的一個早上在東區走廊突然失火。至1998年中巴的專營權結束，旗下29輛喝采型巴士全數售予接辦的新世界第一巴士，並繼續行走來往柴灣的8號及82號線。由於這些喝采型巴士年事已高，新巴於1999年的年中把喝采型巴士全數退役，當中車隊編號DS1的喝采型獲暫時保留，後來DS1被巴士迷購入保存。
九龍巴士為培訓車長，於是安排了一輛車隊編號N16（車牌：BZ1368）的喝采型巴士，加入其訓練巴士行列，但這輛巴士只用於準車長的路線實習，車身採用與載客車隊相同的色彩，上層的座椅亦沒有被拆除。到1993年，N16重新用作載客用途，而首輛正式加入訓練巴士車隊的喝采型則是N20（車牌：CA3780）。
九龍巴士的四輛喝采型樣辦巴士，其中三輛（N1、N2及N4）先後於1994年至1995年退役。至於N3，因為在1988年行駛期間，突然發出巨響，其後回廠檢查時發現底盤出現裂痕，疑因金屬疲勞所致，須要提早退役。喝采型於1996年開始，從九龍灣車廠陸續被分配到其他車廠，填補因為勝利二型退役而留下的空缺，但勝利二型的退役，也預示同期生產的喝采型難逃退出九龍巴士車隊的命運，不久喝采型被有計劃地除牌，所有喝采型於1999年退出載客服務，剩下的訓練巴士也於2000年全數退役。

## 影響
丹尼士喝采型巴士在九龍巴士及中巴的車隊中，雖然數量不及同期出現的競爭對手利蘭勝利二型，但當時香港的巴士公司正面對車源短缺，新購入的後置引擎巴士又缺乏攀斜能力，購車又受到英聯邦產區的限制，所以喝采型已是當時香港巴士公司的最佳選擇，喝采型在服務期間，也沒有像勝利二型般發生多次翻車意外。喝采型巴士的引進為香港的巴士服務帶來了不少新事物，包括香港第一款採用全自動波箱的巴士，九龍巴士及中巴往後引進的新巴士都把全自動波箱列為標準配備。喝采型也是丹尼士車廠在1960年代後，重返香港市場的首款產品。丹尼士車廠在香港巴士公司面對購車困難的時候，搶先對手針對香港的需求開發喝采型巴士，從而獲得香港巴士公司的信賴，為日後丹尼士的新產品引進香港市場打下根基。雖然只有部分喝采型巴士配用「都普」設計的車身，卻為兩者合作帶來機遇，往後接近二十年，「丹尼士」的底盤配上「都普」的車身，幾乎成為一個標準配搭，後來的丹尼士統治者、丹尼士巨龍/禿鷹巴士及部份丹尼士三叉戟三型，都採用了這一配搭。在1970年代後期研發的空調版喝采型巴士，雖然因不符成本效益而失敗告終，但喝采型空調巴士卻是九龍巴士發展為空調巴士的先鋒，提供了寶貴的經驗，英國的巴士車廠也根據這些失敗的經驗開發新車型，後來研發成功的空調巴士，包括丹尼士獵鷹，以及於1988年成功推出的雙層空調巴士（利蘭奧林比安11米空調巴士），都是開發空調版喝采型巴士取得經驗後的成果。

## 外部連結
- 喝采巴士相集（九巴）（页面存档备份，存于）
- 喝采巴士相集（中巴）（页面存档备份，存于）
- 喝采巴士相集（新巴）（页面存档备份，存于）
- 香港巴士手冊第二輯-九龍巴士（北嶺國際有限公司出版）
- 香港丹尼士巴士全集（北嶺國際有限公司出版）
- 香港巴士大典上的相关条目：丹尼士喝采